# Paradigma
Paradígma najpogosteje pomeni vzorec delovanja v znanstvenem, epistemološkem ali drugem raziskovanju. Izraz izvira iz starogrškega starogrško παράδειγμα: pāradeigma, ki pomeni primer, model ali vzorec. Pojem paradigme je v širši uporabi od konca 19. stoletja. Ferdinand de Sussure je izraz uporabil v jezikoslovju za označevanje množic elementov s podobnimi značilnostmi. V znanosti o znanosti je pojem paradigme sistematično uvedel filozof Thomas Kuhn, zlasti v povezavi z razvojem znanstvene misli, in s postopnimi (evolucijskimi) ali revolucionarnimi spremembami. V knjigi Struktura znanstvenih revolucij Kuhn definira znanstveno paradigmo z vprašanji:
- kaj veda izbira kot predmet raziskave
- kakšna vprašanja si zastavlja o predmetu raziskave
- kako so ta vprašanja zastavljena
- kako tolmači rezultate raziskav.

Zaradi pogoste zlorabe in izpraznitve pojma paradigma je Kuhn kasneje raje uporabljal filozofsko natančneje opredeljene pojme »ekzemplar« in »normalna znanost«. Michel Foucault je v podobnem kontekstu za posamezne elemente paradigme uporabljal pojma »epistema« (izjava) in »diskurz«.
Pojem paradigma se uporablja tudi v širšem pomenu, ne le o stanju v znanostih, ampak o splošno sprejetih vzorcih razmišljanja, celo svetovnem nazoru, na primer v pojmovni zvezi »razvojna paradigma«, ki pomeni ustaljen vzorec razmišljanja o možnostih razvoja družbe, gospodarstva. 

### Disciplinarna matrica
Paradigma, oziroma disciplinarna matrica označuje pojmovno, teoretično in metodološko jedro skupno vsem članom znanstvene skupnosti. Za razlikovanje od disciplinarne matrice Kuhn kot sopomenko paradigme v ožjem pomenu besede uporabi pojem "ekzemplar". 

### Ekzemplar
Ekzemplar, oziroma ožji pomen pojma paradigma označuje konkretno problemsko rešitev, ki jo skupina dojema kot paradigmatsko - vzorčno.  »Ekzemplarji« služijo kot primeri temeljnih rešitev nalog, njihov namen je nuditi primer pristopa k problemom. Kakor študent znanje zares osvoji šele ob reševanju vaj na koncu vsakega poglavja, saj lahko osvoji reševanje nove naloge na podlagi podobnosti s paradigmatskimi primeri rešitev določenih nalog, se temeljev posameznik ne priuči s pomočjo sklopa pravil, temveč skozi priučeno zaznavanje podobnosti konkretnega primera pred očmi s paradigmatskim problemom, ki kot tak v sebi že vsebuje princip aplikacije zakona. Prav ta princip se iz paradigmatskega primera prenaša na konkreten problem. Ekzemplarje poimenuje tudi kot standardne, oziroma paradigmatske primere določene znanstvene skupnosti.